# Julie Chanson
Julie Chanson, née le 2 octobre 1990 à Verviers, est une femme politique belge, membre du parti Ecolo.
Elle est enseignante dans le secondaire en sciences humaines et histoire-géo à Namur.

## Carrière politique
- 2018- : Conseillère communale à Theux
- 2018- : Conseillère provinciale
- 2019- : Députée fédérale